# 勒穆瓦纳枢机路

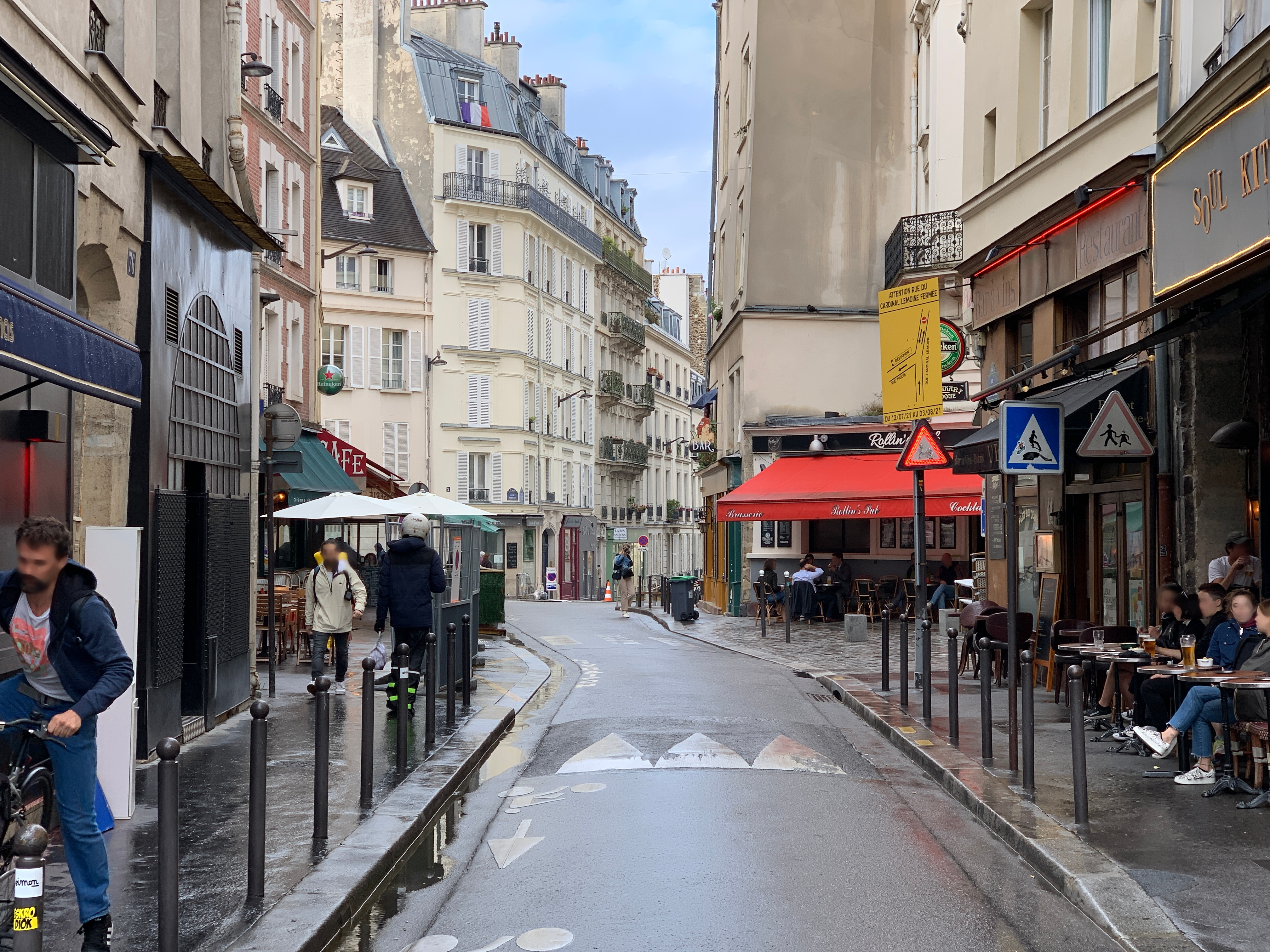
勒穆瓦納樞機路（2021年7月）

勒穆瓦纳枢机路（Rue du Cardinal-Lemoine）是巴黎第五区的一条南北向街道。

## 位置与交通
勒穆瓦纳枢机路的北端始于塞纳河畔的图尔内勒滨河路（Quai de la Tournelle）17号，南端止于护城广场（place de la Contrescarpe）1号。 长680米，宽12-20米。
巴黎地铁10号线在此设勒穆瓦纳枢机站。
交会道路
勒穆瓦纳枢机路与以下道路交会：  
- 图尔内勒滨河路
- 圣日耳曼大道 （Boulevard Saint-Germain）
- Rue des Chantiers （左）
- 勒穆瓦纳枢机城（Cité du Cardinal-Lemoine）（右）
- 学校路（Rue des Écoles）（右）；（左）
- 蒙日路（Rue Monge）；面包师路（Rue des Boulangers）（左）
- 克洛维斯路（Rue Clovis）（右）
- 罗兰路（Rue Rollin）（左）

## 路名
道路得名于法国枢机主教若望·勒穆瓦纳（Jean Lemoine，1250-1313） 

## 历史

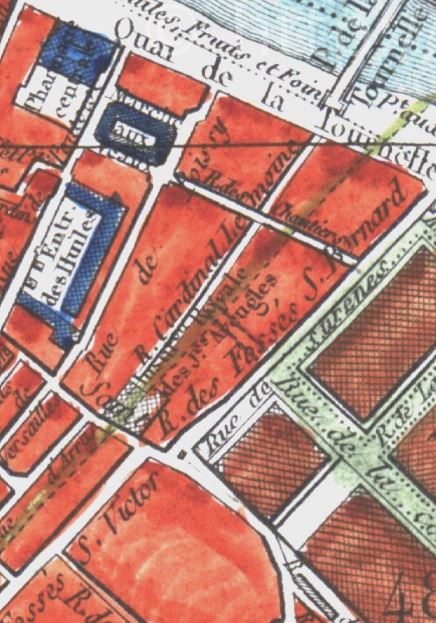
1839年
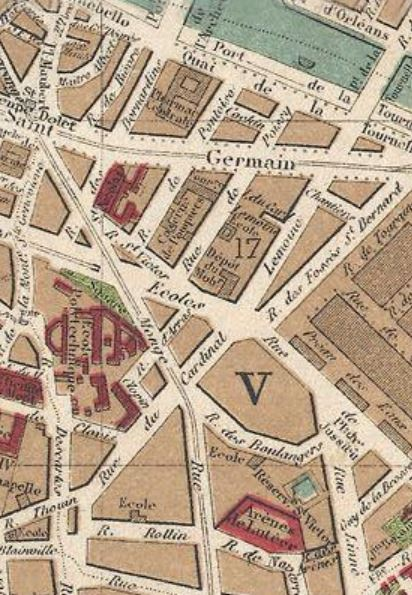
1894年

在学校路与塞纳河之间，曾有一座建于13世纪的勒穆瓦纳枢机学校，在18世纪法国大革命期间被拆除。1868年开辟道路。

## 建筑
- 图尔内勒滨河路口：银塔餐厅，可观巴黎圣母院全景。招牌菜是「血鸭」
- 2号：诗人保尔·魏尔伦故居（1870-1871）
- 14号:一座美丽的18世纪建筑
- 24号：罗格诺尼学校（collège Rognoni），1930年建
- 28号：“拉丁天堂”卡巴萊
- 17-19, 38-40-42, 48-50 ， 60 ， 68号：腓力二世·奥古斯都城墙遗迹
- 30号：腓力二世·奥古斯都城墙拱门
- 49号：hôtel Le Brun
- 48-58号：
- 65号：collège des Écossais
- 67号：Blaise Pascal vécut au no 67
- 71号：诗人拉尔博住所，詹姆斯·乔伊斯借住于此，完成《尤利西斯》
- 74号：欧内斯特·海明威夫妇（1922-1923）寓所，见《流動的饗宴》
- 75号

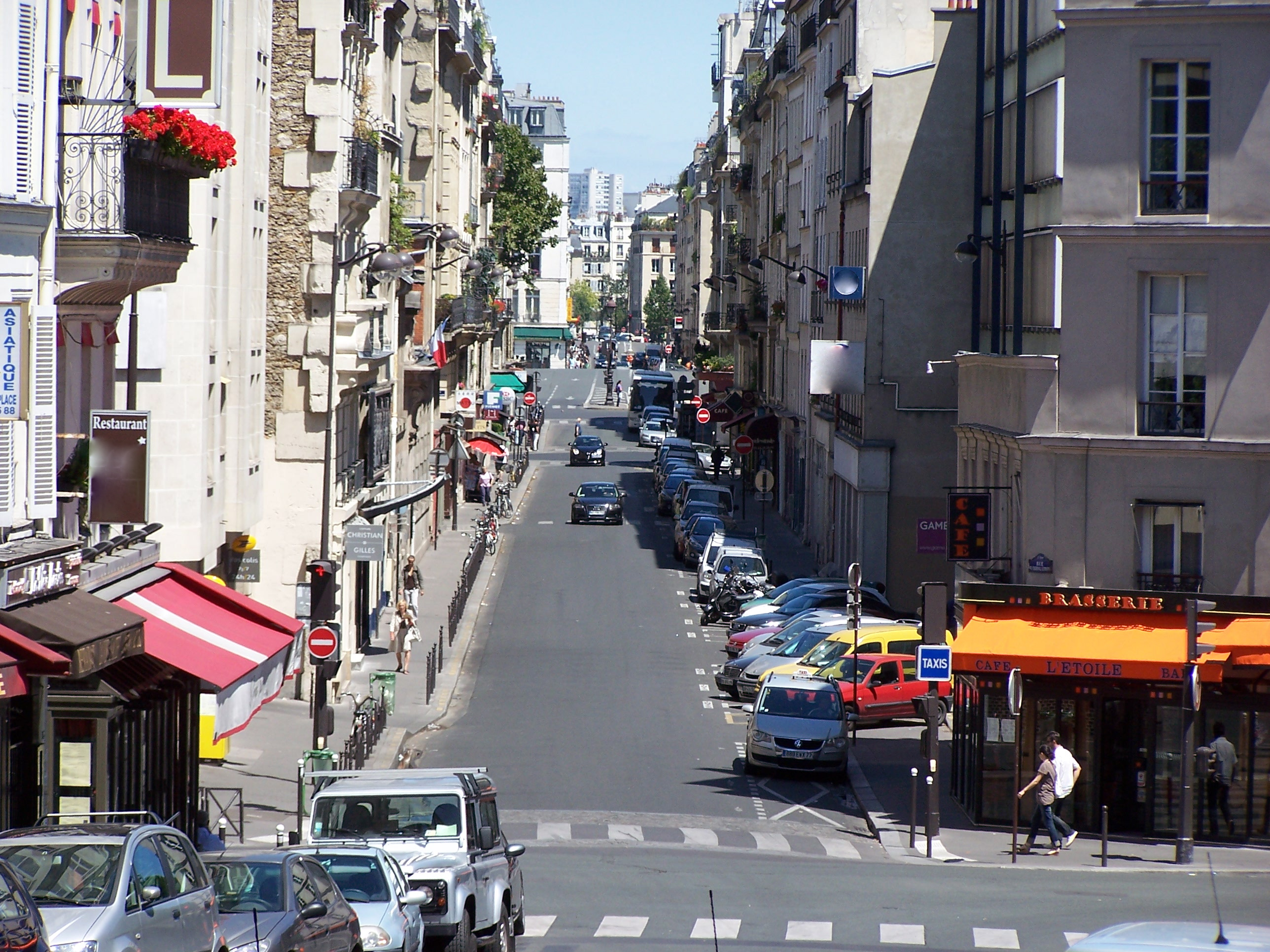
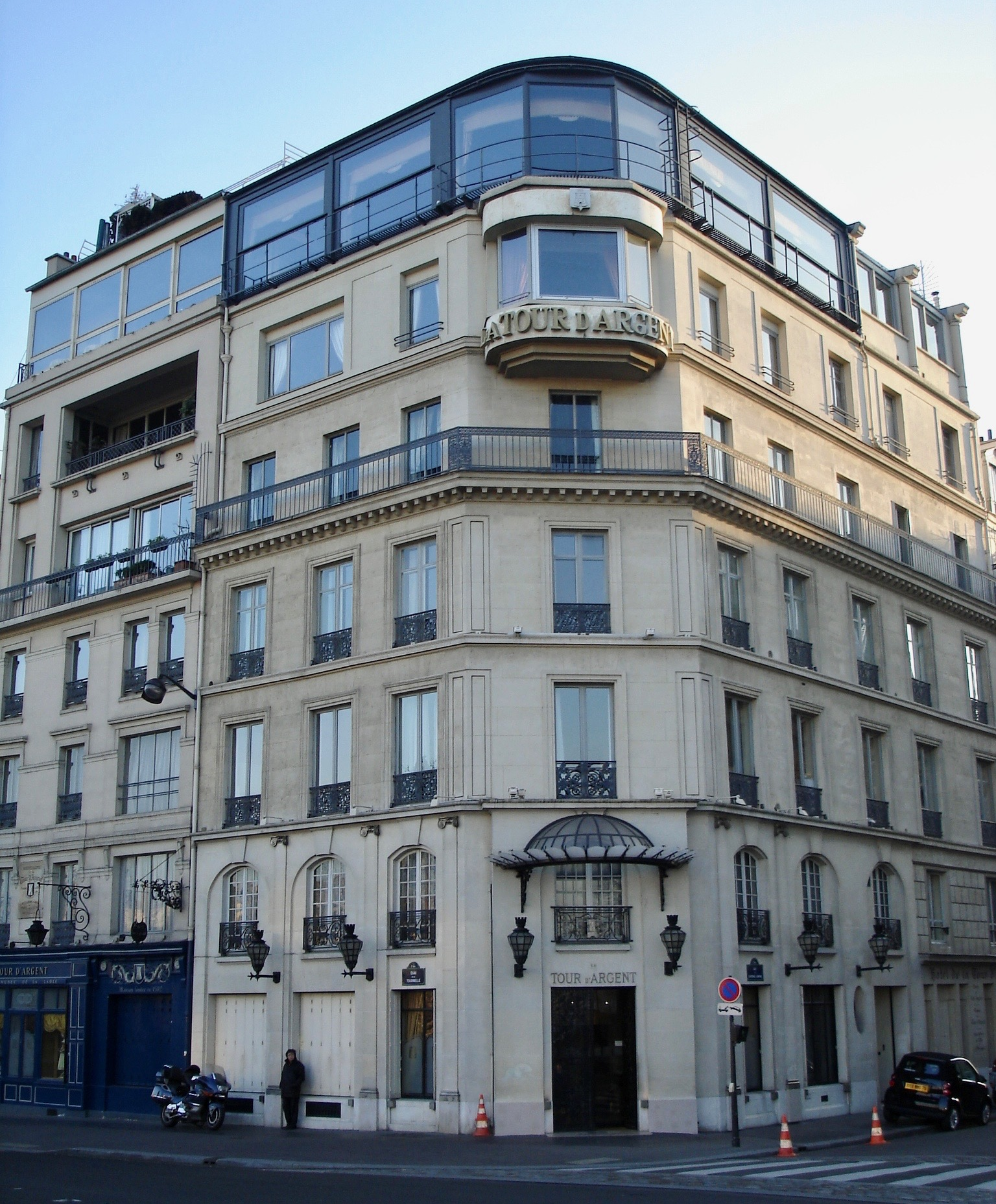
银塔餐厅
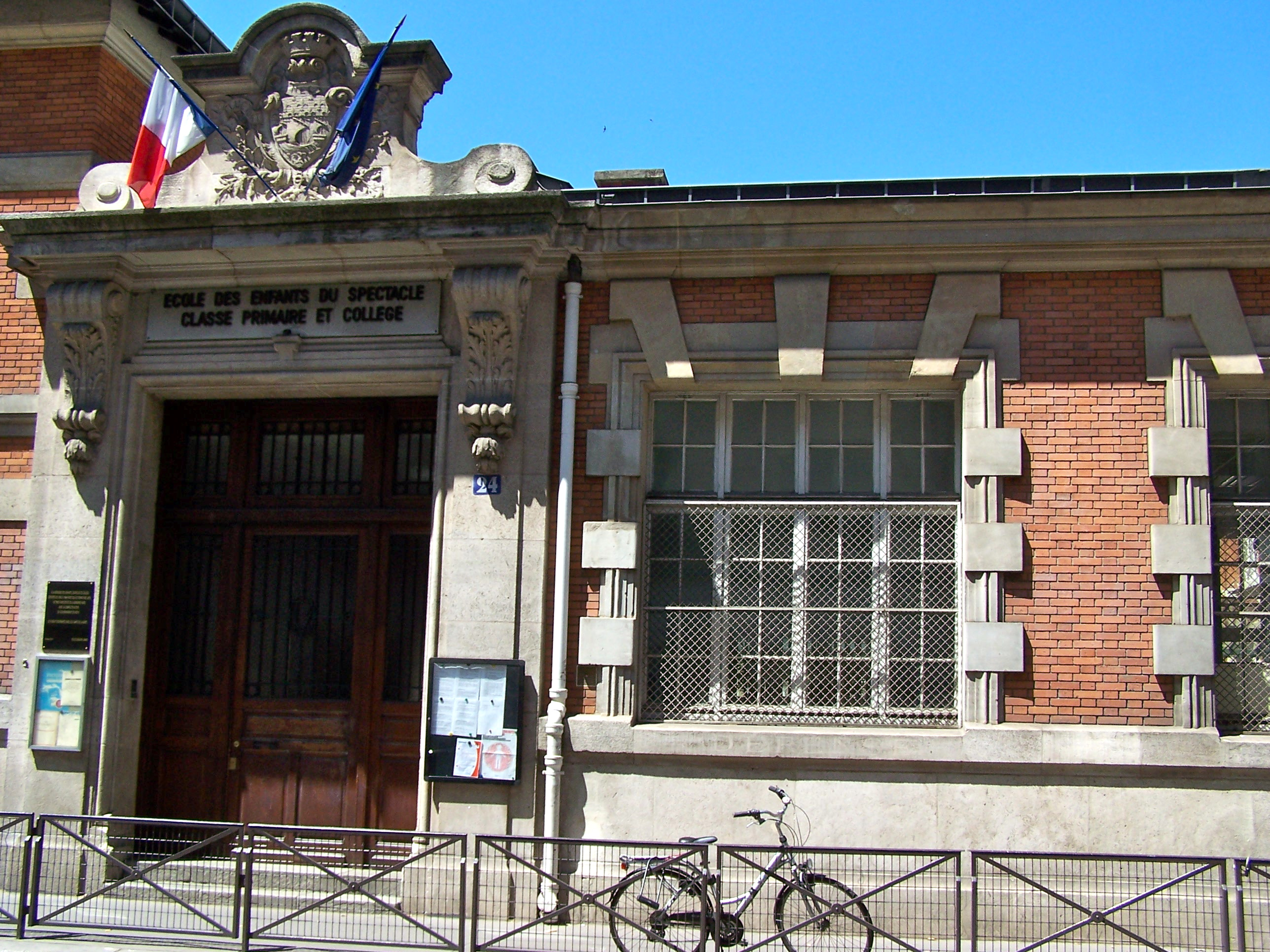
24号
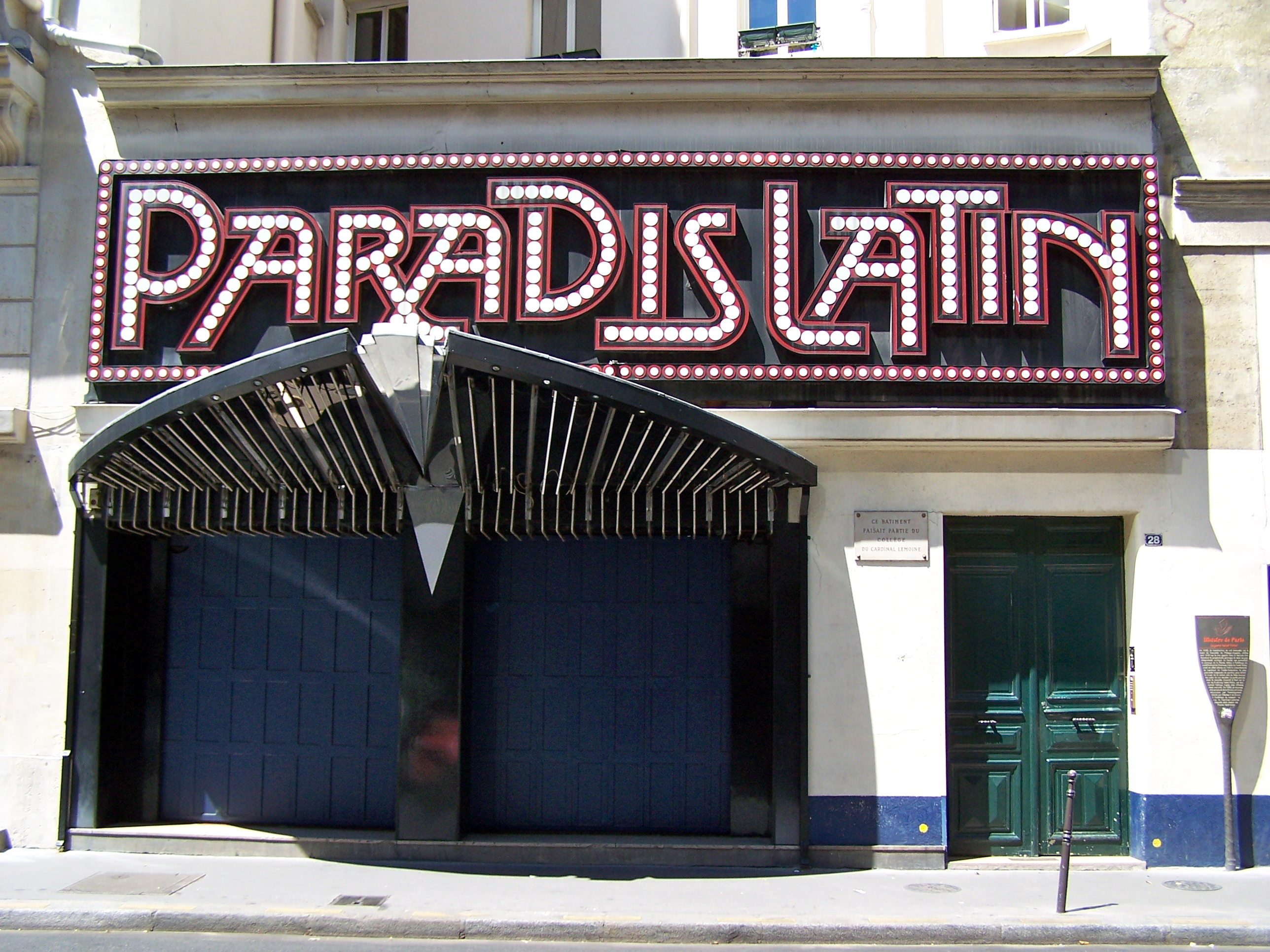
28号
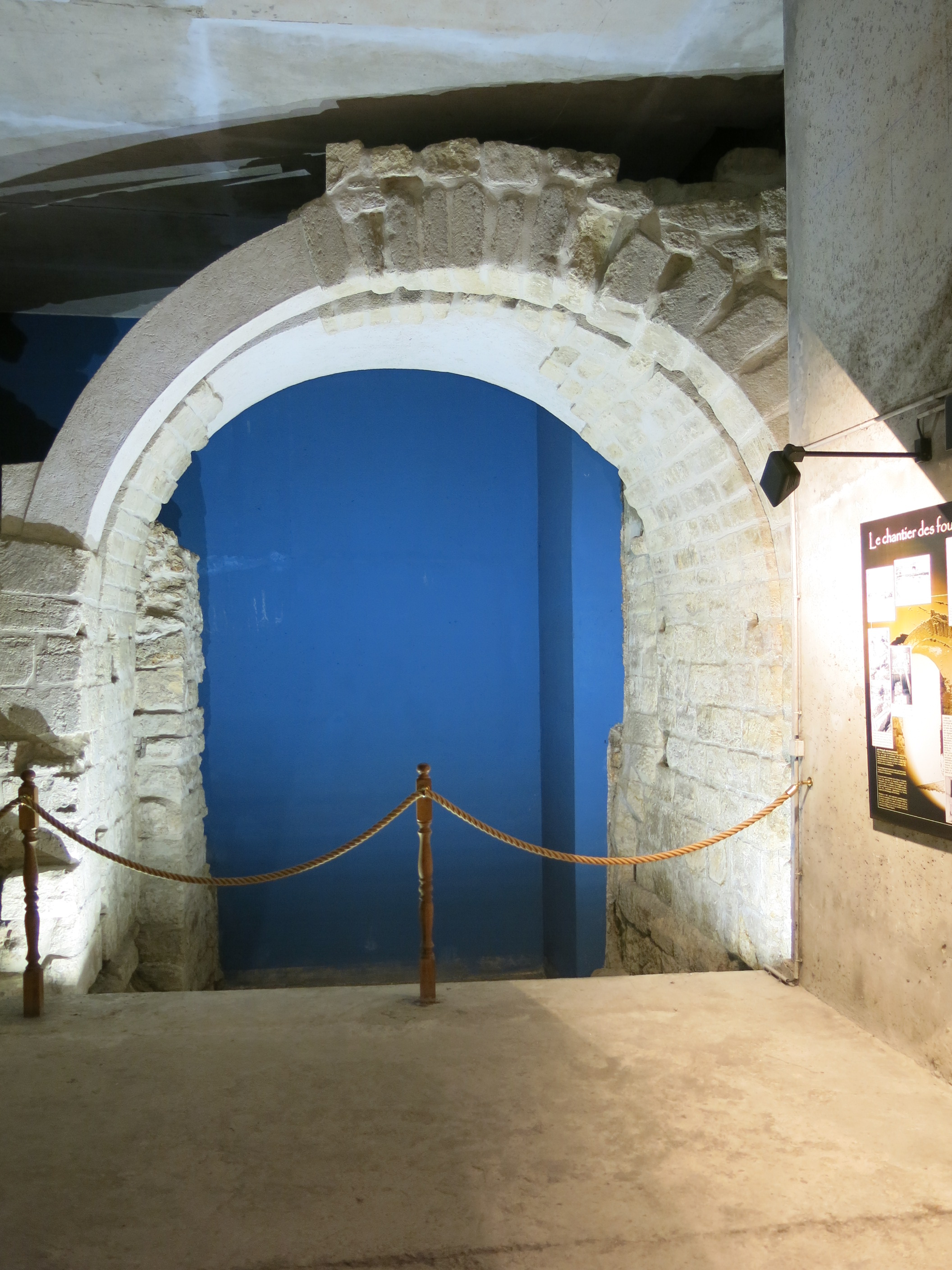
30号
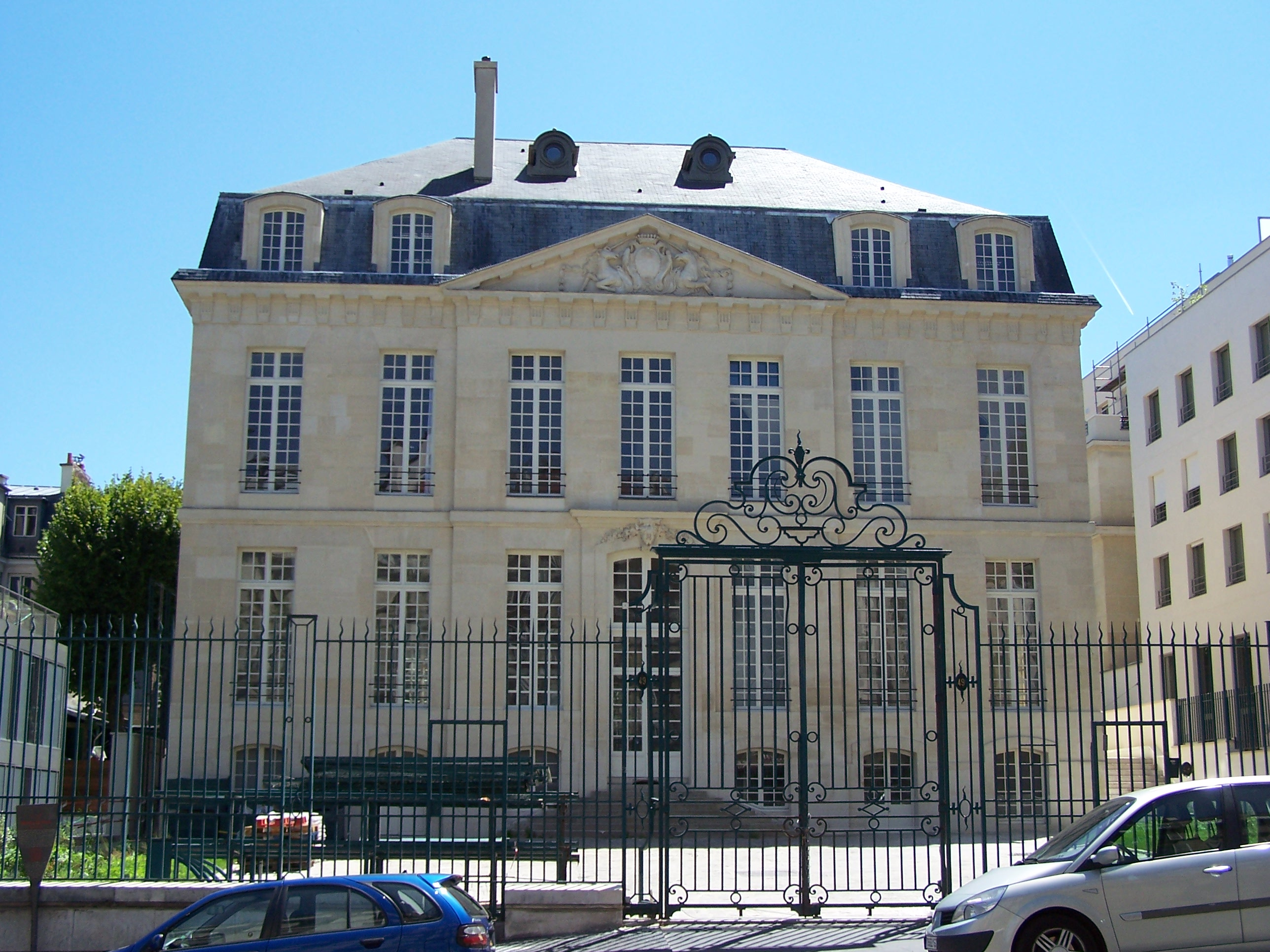
49号
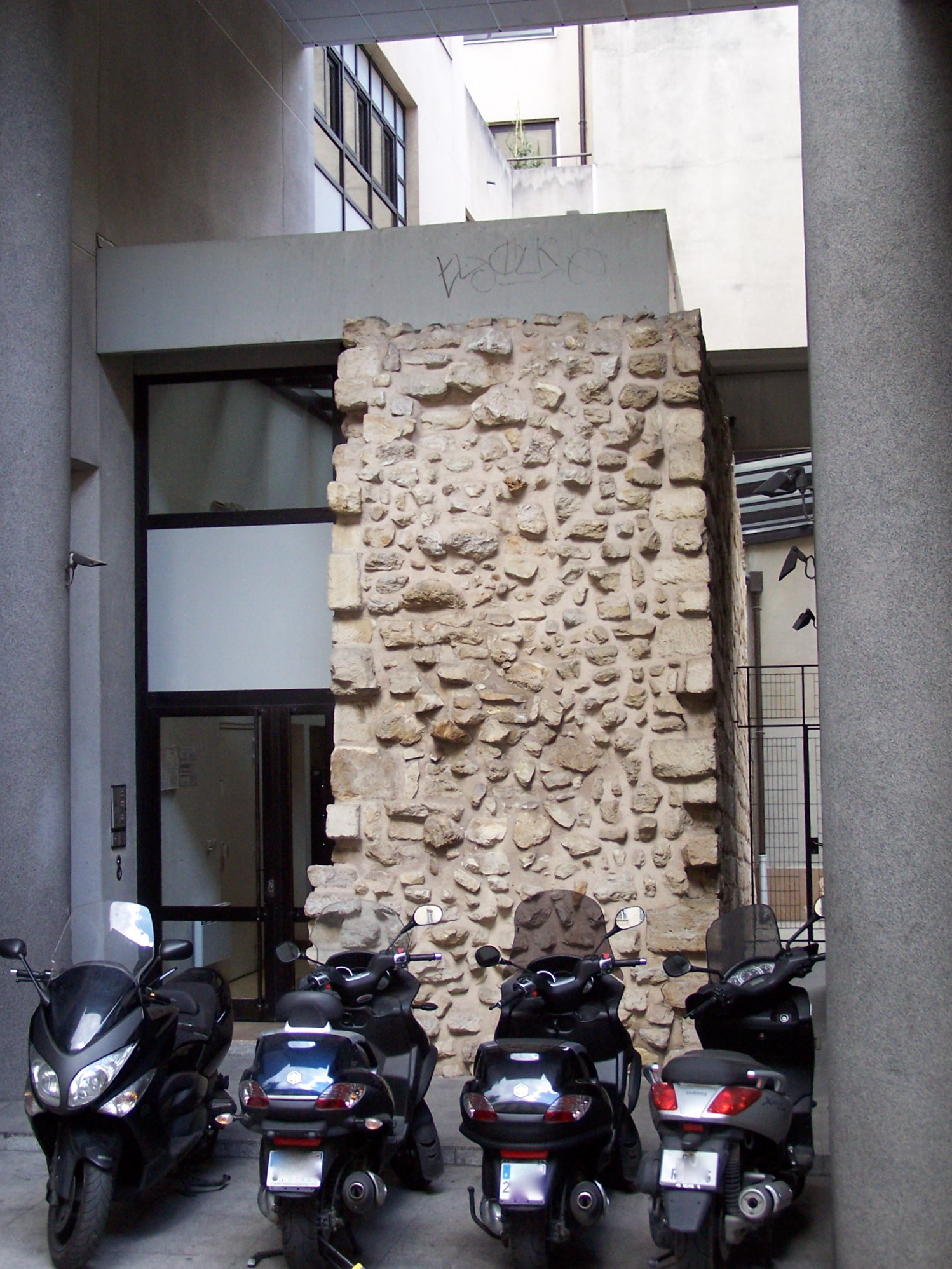
48-50号
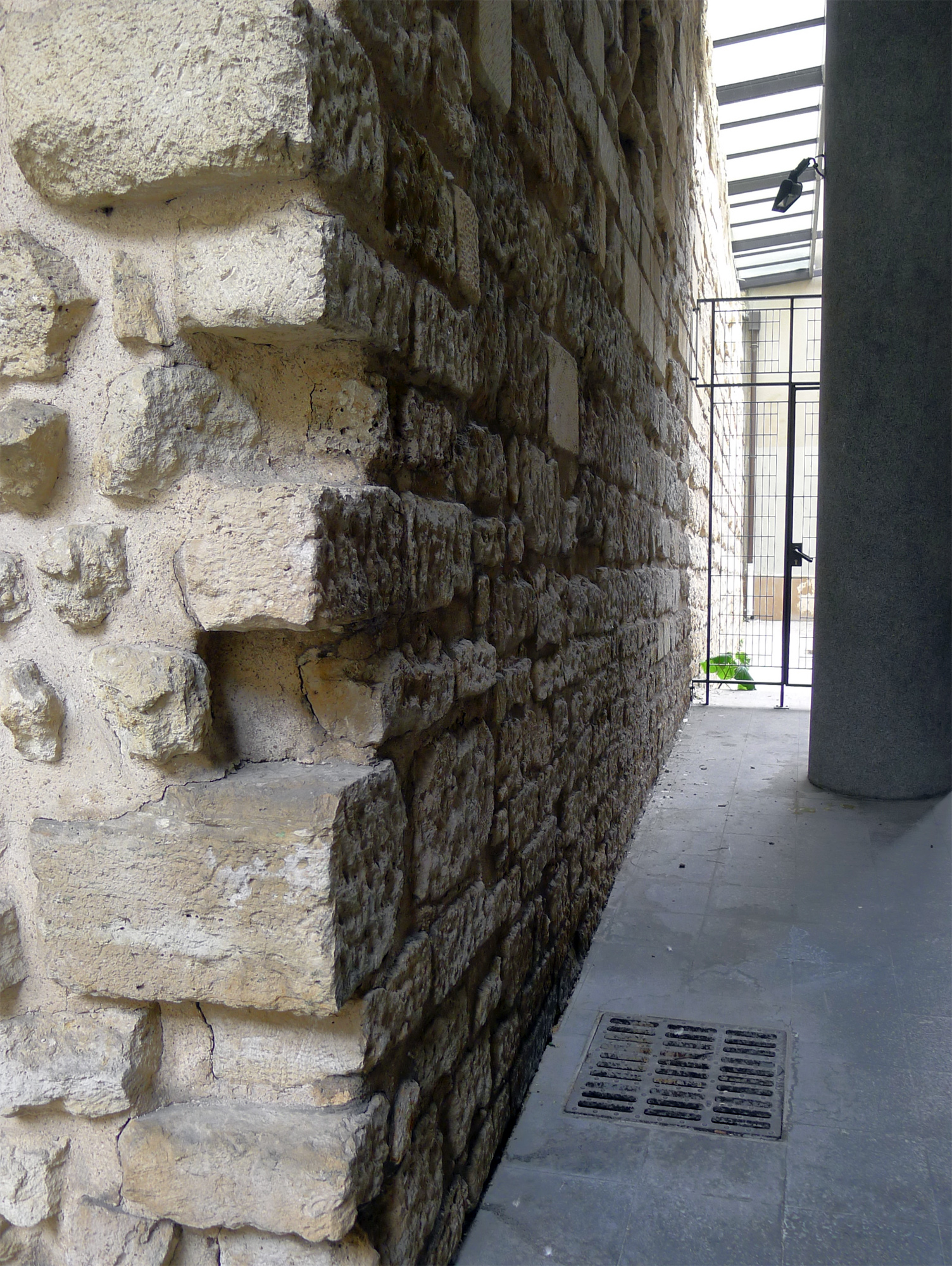
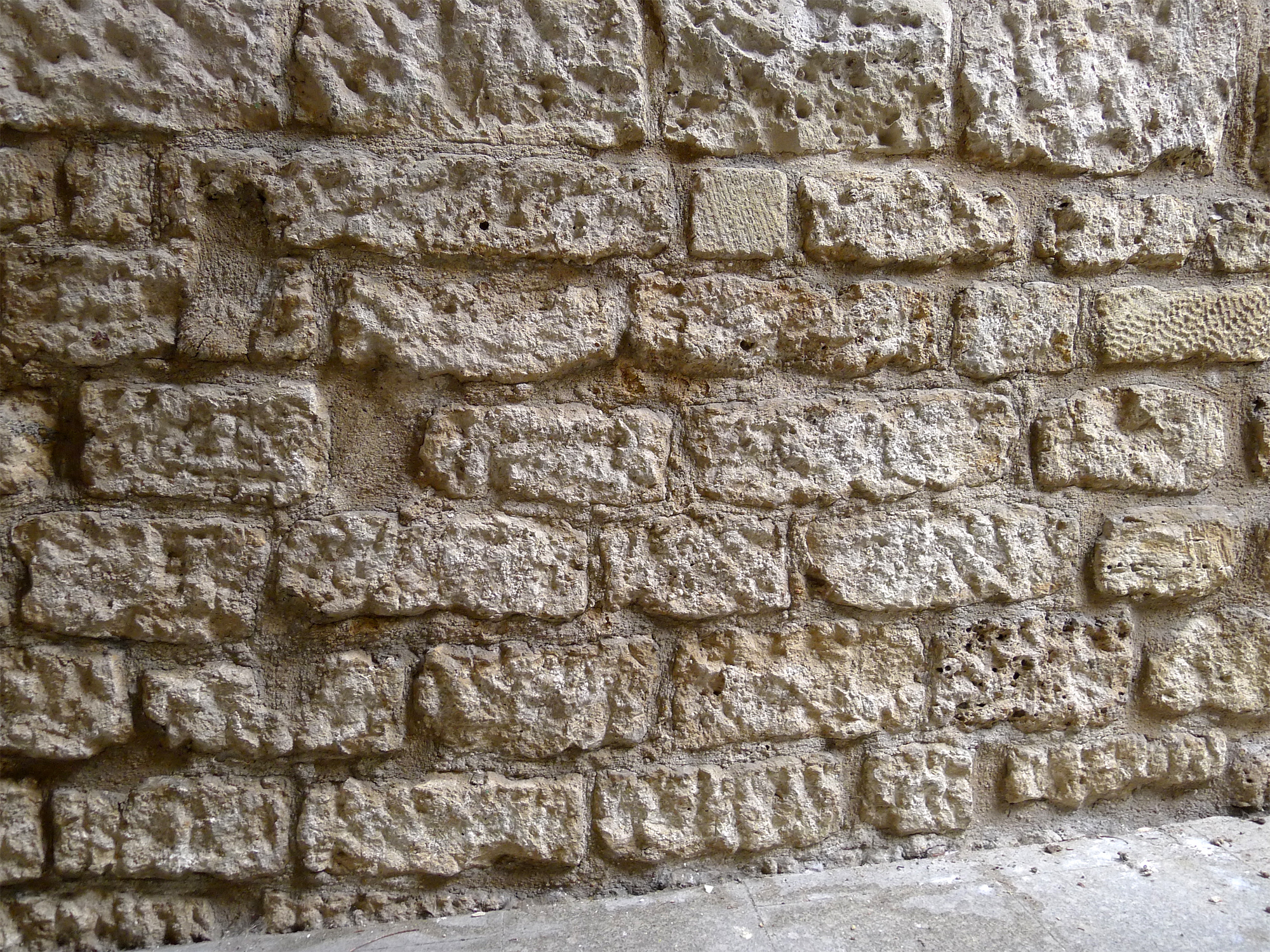
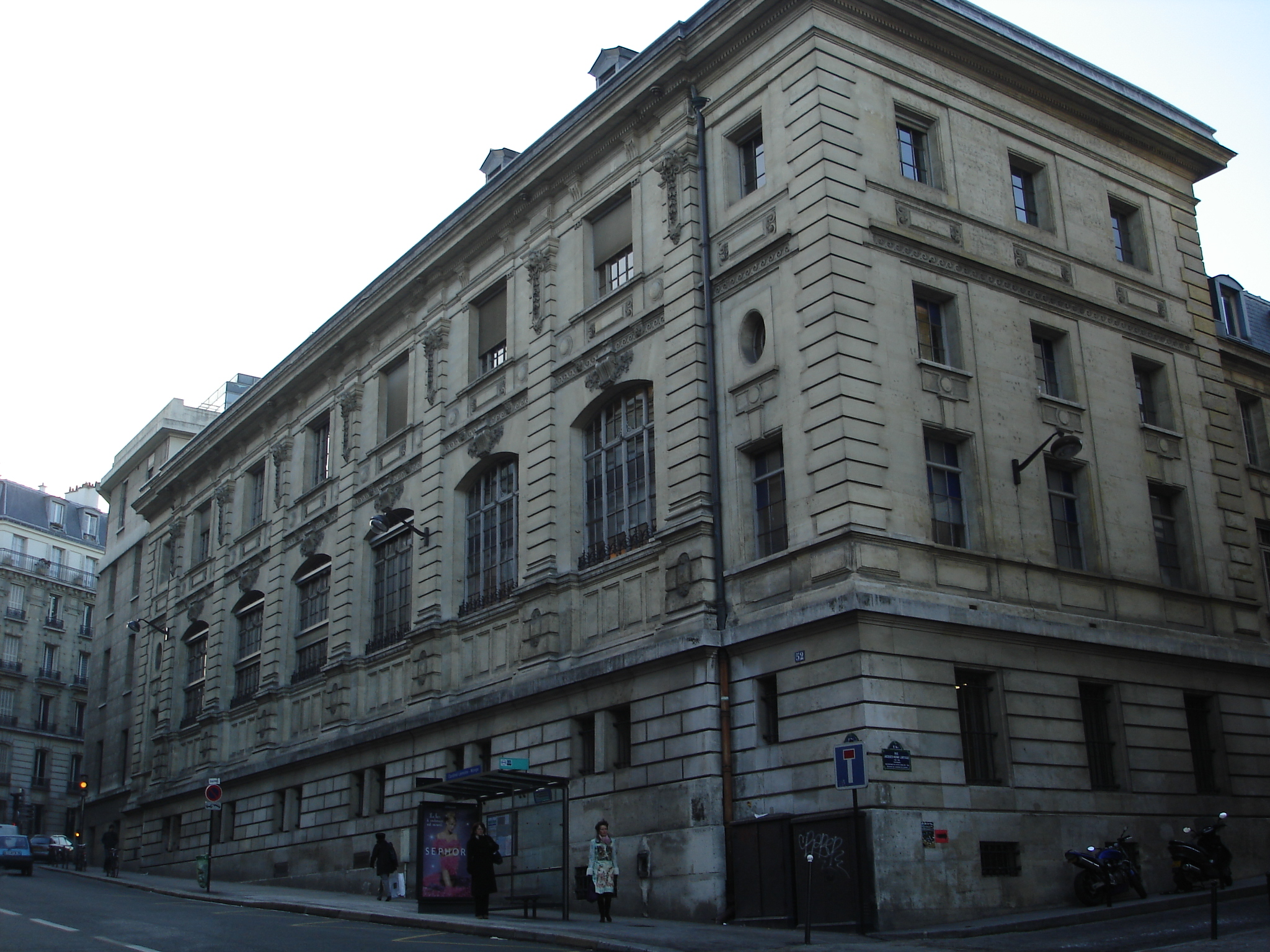
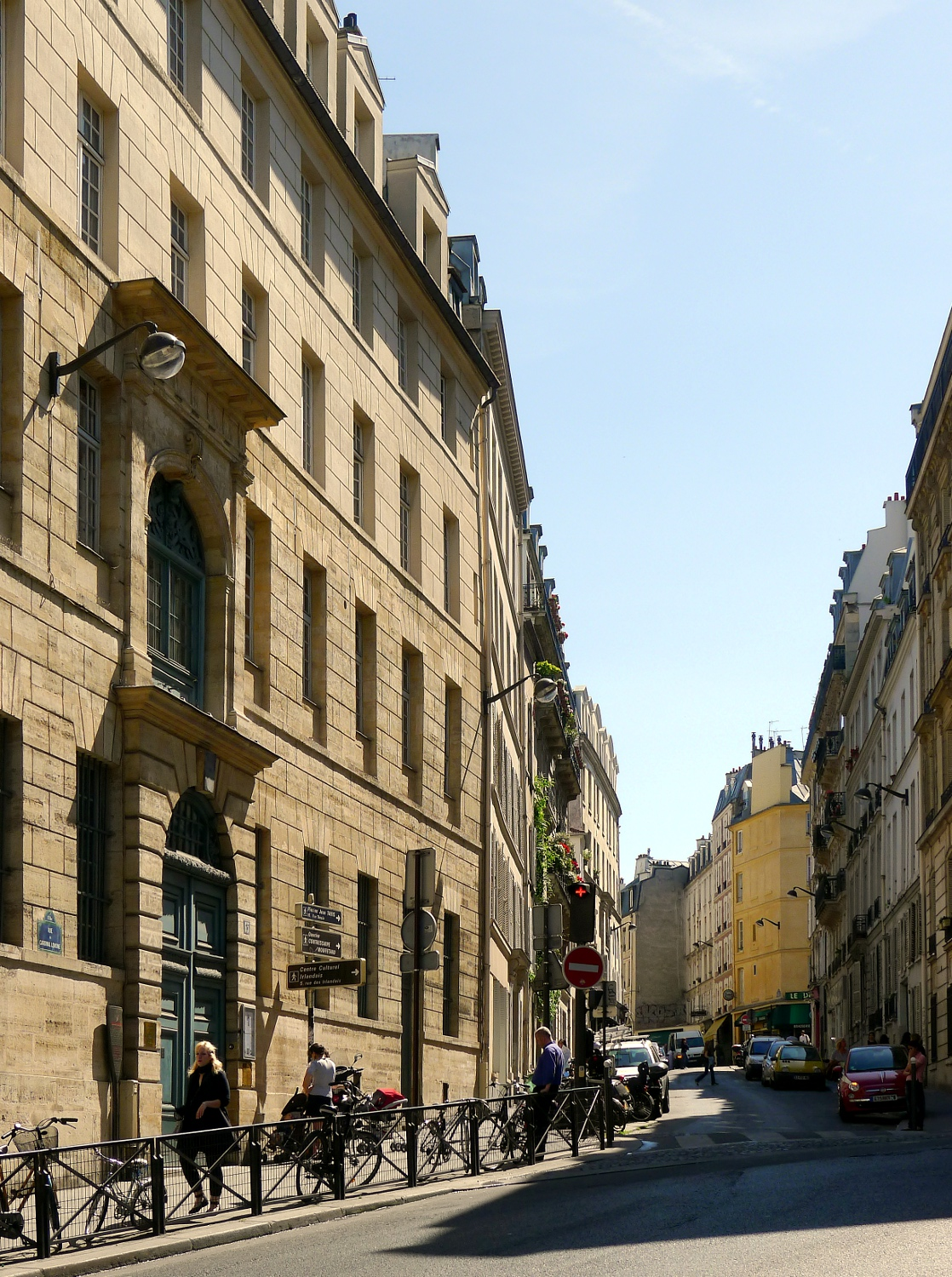
65号
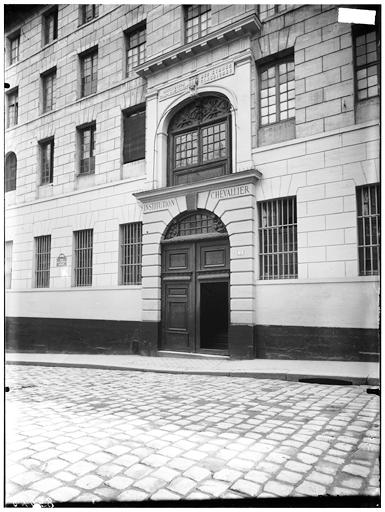
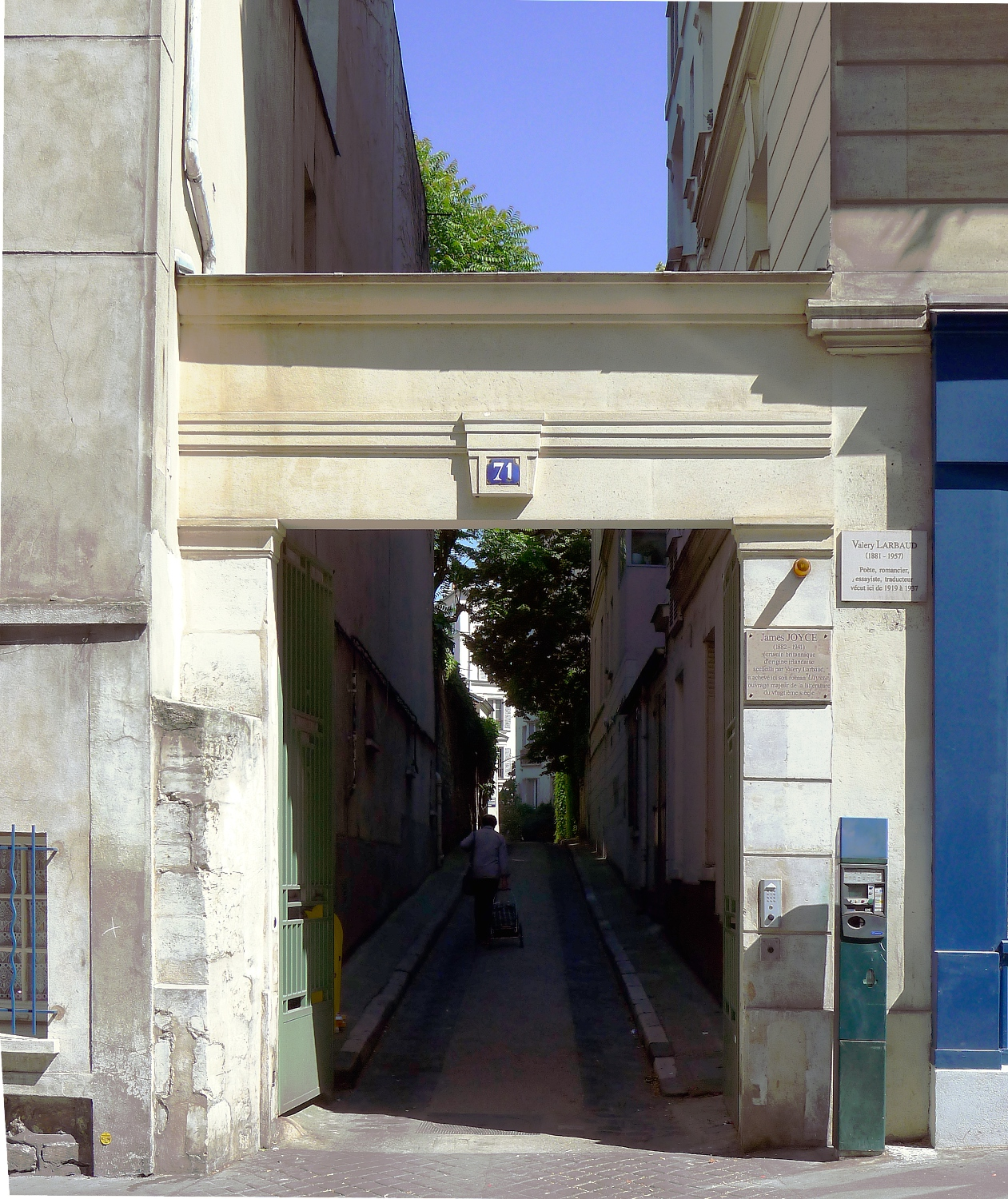
71号
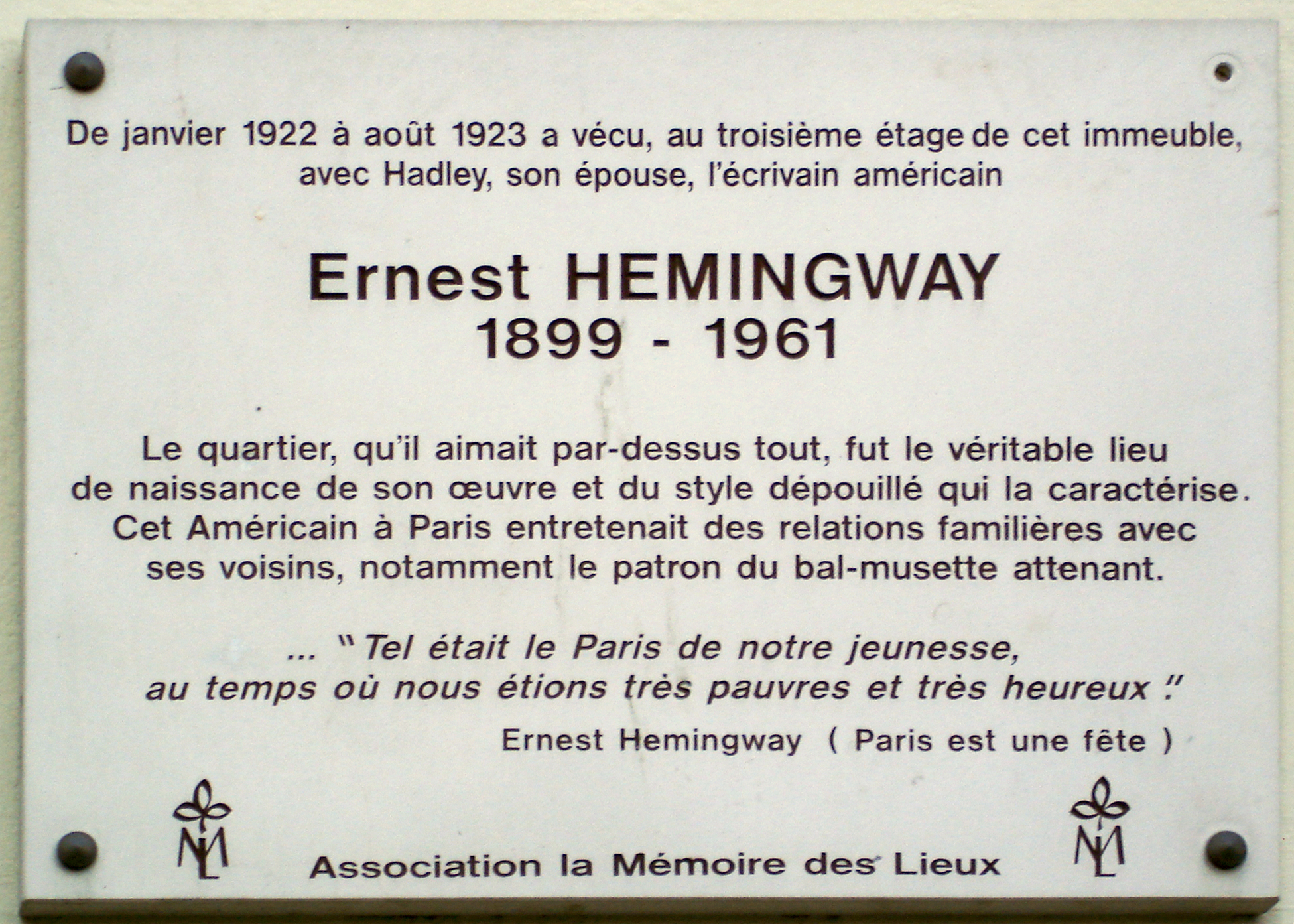
74号
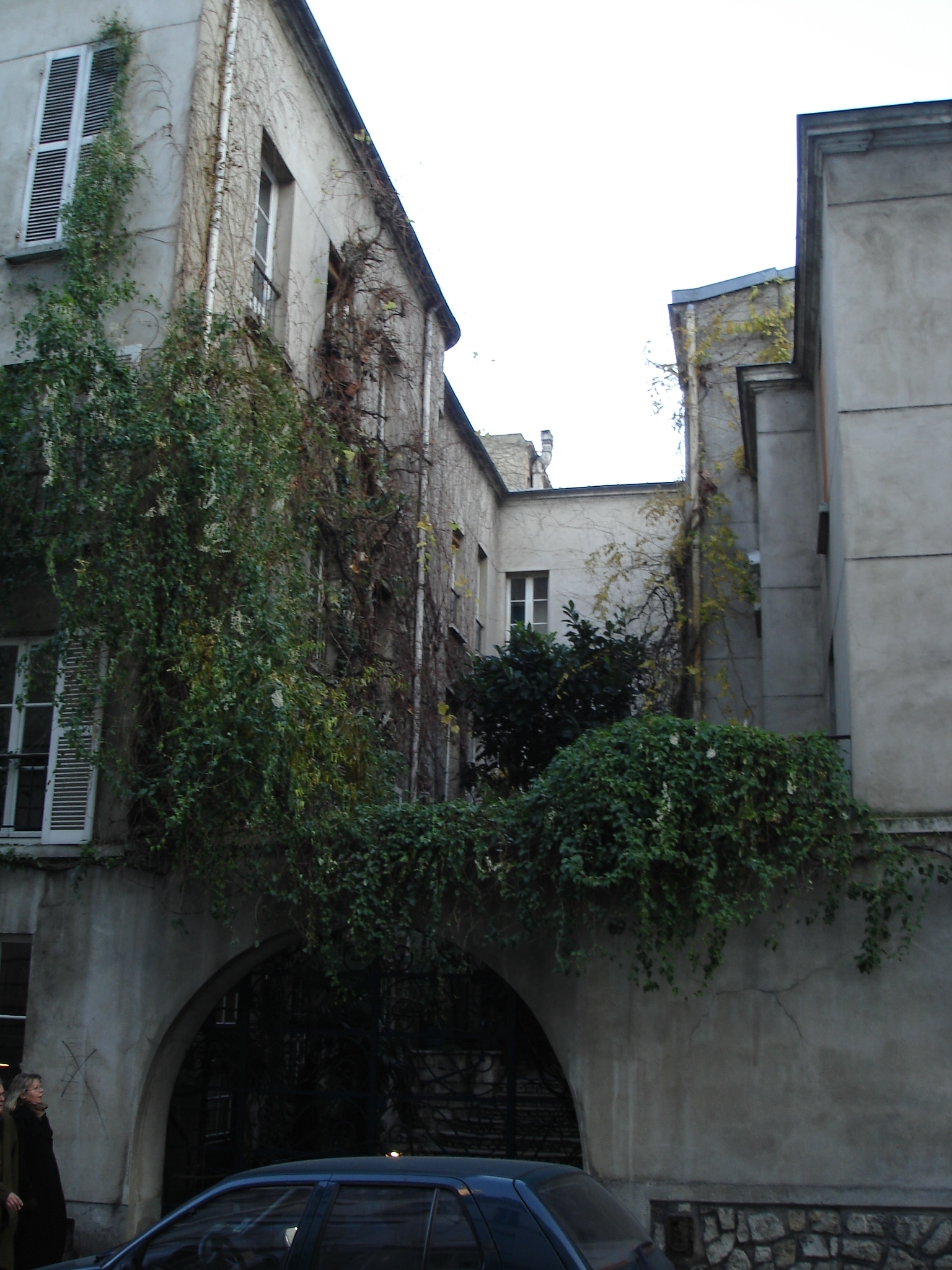
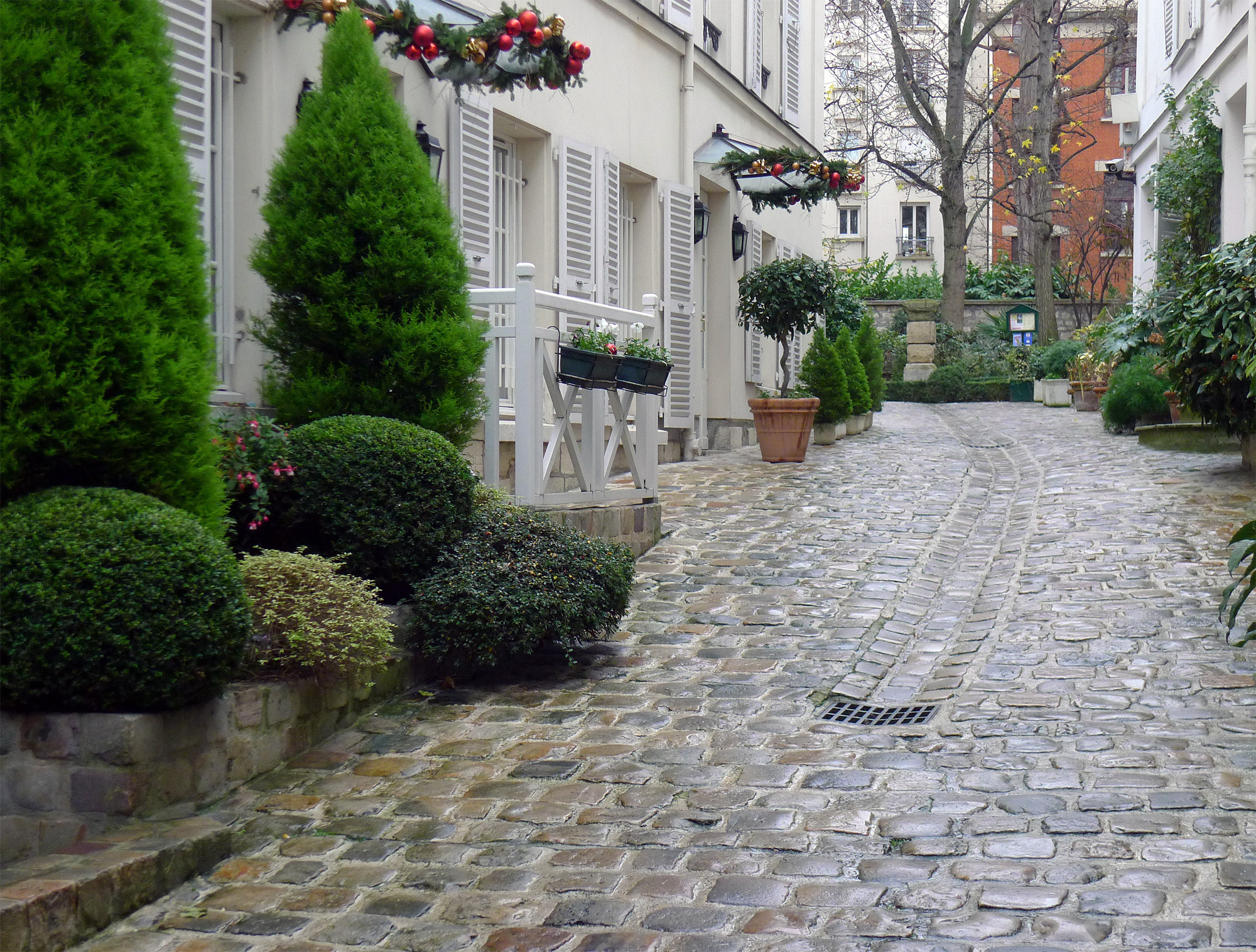
75号
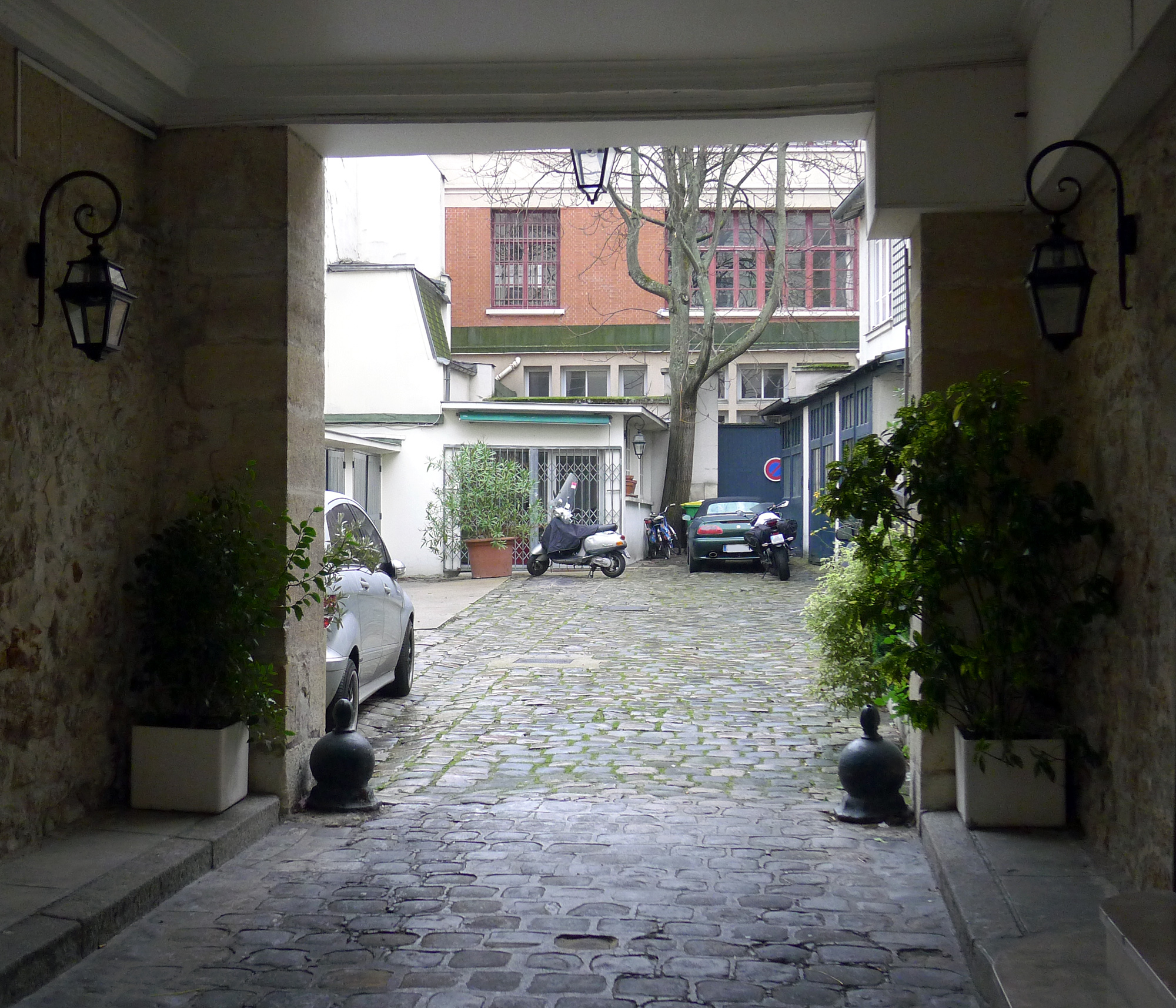
77号